# Barros Munhoz
José Antonio Barros Munhoz (São Paulo, 26 de outubro de 1944) é um advogado e político brasileiro, filiado ao Partido da Social Democracia Brasileira (PSDB).

## Biografia
Em 1976 foi eleito prefeito de Itapira, com mandato até 1982. Em 1986 foi eleito deputado estadual, sendo reeleito em 1990. Era filiado em ambas as oportunidades ao PTB. Foi ministro da Agricultura no governo Itamar Franco, de 17 de junho a 1 de setembro de 1993. No mesmo ano, ingressa no PMDB, pelo qual foi candidato a governador de São Paulo, o ano seguinte, pela coligação "São Paulo de Todos Nós" (PMDB, PSD e PL), ficando em quarto lugar com quase 1,6 milhão de votos (11,29% dos votos válidos) - votação essa que surpreendeu pelo fato de Munhoz ser, até então, um nome pouco conhecido em todo o Estado.[carece de fontes?]
Em 1996, foi novamente eleito prefeito de Itapira, sendo reeleito em 2000. Em 2006, já pelo PSDB, foi eleito deputado estadual, sendo reeleito em 2010. Foi presidente da Assembleia Legislativa do Estado de São Paulo entre os anos de 2007 e 2011.[carece de fontes?]
Foi conhecido como o "Candidato da Agricultura", fazendo com que o candidato eleito àquele pleito, o então senador Mário Covas (PSDB/PFL), dissesse que tal conhecimento o fez ser mais estudioso da agricultura. Afirmação que faz sentido, considerando que ele era proprietário de uma fazenda chamada "Nossa Senhora da Piedade", propriedade rural de grande porte no estado de São Paulo, comprada em 1995 por R$ 274 mil e que no ano de 2011 valia quatro vezes mais, quando transferiu para os filhos após ser condenado pela Justiça a pagar multa de 400 mil reais.
Em 2011, o Ministério Público do Estado de São Paulo (MP-SP) pediu à Justiça Estadual paulista a anulação da transferência da empresa rural (Italinda Agropecuária) que administra sua fazenda (Nossa Senhora da Piedade) para os três filhos, sob a acusação dessa transferência ser uma burla à futuras cobranças judiciais decorrentes do desvio de 3,1 milhões de reais da Prefeitura de Itapira.
De acordo com o MP-SP, Barros Munhoz teria praticado improbidade administrativa e enriquecimento ilícito, pois a movimentação em suas contas bancárias seria incompatível com a renda que ele declarou na época em que foi prefeito de Itapira.
Em 2014, foi reeleito deputado estadual pelo seu terceiro mandato consecutivo.[carece de fontes?]
Em junho de 2016, o Tribunal Regional Eleitoral de São Paulo (TRE-SP) cassou o mandato de Barros Munhoz por uso indevido de meios de comunicação. Cabe recurso.
Em 7 de novembro de 2017, o TSE (Tribunal Superior Eleitoral) reverteu de forma unanime a decisão do TRE-SP que havia “cassado” o mandato parlamentar, assim o absolvendo da acusação.[carece de fontes?]
Em fevereiro de 2018, já como líder do governo na Assembleia Legislativa de São Paulo, deixou o PSDB por não concordar com a candidatura do prefeito João Dória Junior ao governo do estado. Assim, apoiando Márcio França, Barros Munhoz se filiou ao PSB.
Em 9 de março de 2022, anuncia seu retorno ao PSDB.

## Controvérsias

### Supostos desvios de recursos públicos da Prefeitura de Itapira
Para o MP-SP, quando foi prefeito de Itapira, Barros Munhoz teria praticado improbidade administrativa e enriquecimento ilícito, tendo sido identificada uma movimentação em suas contas bancárias em valores incompatíveis com a renda que ele declarou na época em que era gestor municipal.

### Suposta fraude à execução de cobrança judicial de desvios de corrupção
Em 2011, o MP-SP ingressou com ação judicial para anular transferência feita pelo deputado estadual Barros Munhoz aos seus três filhos da empresa rural, chamada Italinda Agropecuária, que administra a Fazenda Nossa Senhora da Piedade com o propósito de burlar futuras cobranças judiciais decorrentes do desvio de R$ 3,1 milhões que ele teria praticado quando foi Prefeito Municipal de Itapira. O atual deputado socialista alega que fez isso para proteger o patrimônio de adversários políticos.